# Heavy Metal Kids
Gli Heavy Metal Kids sono un gruppo musicale britannico formatosi nel 1972 a Londra.

## Storia degli Heavy Metal Kids
Dopo aver pubblicato i primi tre album in studio, la band è rimasta a lungo in inattività a seguito della scomparsa del cantante Gary Holton, morto in seguito a un'overdose di eroina durante un viaggio in Spagna nel 1985. La band è tornata in piena attività solo nel 2002, rimessa in piedi da Danny Peyronel, Ronnie Thomas, Keith Boyce e dagli italiani Marco Barusso e Marco Guarnerio.

## Formazione

### Formazione attuale
- Justin McConville – voce, chitarra, tastiera (2010-presente)
- Keith Boyce – batteria (1972-1982, 2002-presente)
- Ronnie Garrity – basso (2012-presente)
- Cosimo "Cosmo" Verrico – chitarra (1972-1975, 2010-presente)

### Ex componenti
- John Altman – voce (2010)
- Marco Guarnerio – chitarra, cori (2002-2008)
- Gary Holton – voce (1972-1985)
- John Sinclair – chitarra, tastiera (1975-1981)
- Jay Williams – tastiera (1981-1985)
- Barry Paul – chitarra (1976-1985)
- Micky Waller – chitarra (1972-1975)
- Matteo Salvadori – chitarra (2008-2009)
- Danny Peyronel – tastiera, cori (1973-1975, 2002-2009)
- Marco Barusso – chitarra, cori (2002-2009)
- Ronnie Thomas – basso, cori (1972-1985, 2002-2011)
- Ricky Squires – batteria (1983-1985)

## Discografia
Album in studio
- 1974 – Heavy Metal Kids
- 1975 – Anvil Chorus
- 1977 – Kitsch
- 2003 – Hit the Right Button

Album dal vivo
- 1988 – Live and Loud!!

Raccolte
- 2004 – By Appointment... Best of the Old Bollocks

EP
- 1977 – In Concert at the BBC: 4th August 1977

## Videografia

### DVD
- 2006 – Delirious, Classic Kids Capers
- 2011 – Heavy Metal Kids with Phil Lewis Live at Camden Underworld